# Ibrahima Gueyé
Ibrahima Khoume Gueyé (Dakar, 19 febbraio 1978) è un ex calciatore senegalese, di ruolo difensore.

## Biografia
Possiede anche il passaporto bulgaro.

## Carriera

### Club
Debutta da professionista nel 1998 con il Dakar UC, prima di passare, nel 2000 al Douanes.
Nell'estate del 2001 si trasferisce in Europa, nella squadra bulgara del CSKA Sofia, con cui vince due campionati bulgari, e dove rimane fino al febbraio 2006, prima di trasferirsi, per 6 mesi in Turchia, allo Samsunspor.
All'inizio della stagione 2006-2007 viene ingaggiato dalla Stella Rossa con cui vince un campionato serbo ed una Coppa di Serbia.
All'inizio del 2009 si trasferisce in Arabia Saudita all'Al-Ahli.

## Palmarès

### Club

#### Competizioni nazionali
- Campionato bulgaro: 2

CSKA Sofia: 2002-2003, 2004-2005
- Campionato serbo: 1

Stella Rossa: 2006-2007
- Coppa di Serbia: 1

Stella Rossa: 2006-2007
- Coppa del Belgio: 1

Lokeren: 2011-2012